# Danish Karokhel
Danish Karokhel là nhà báo người Afghanistan và là giám đốc hãng thông tấn Pajhwok Afghan News, một hãng thông tấn độc lập hàng đầu của Afghanistan. Ông đã được Ủy ban bảo vệ các nhà báo trao Giải Tự do Báo chí Quốc tế năm 2008.